# 경천중학교
경천중학교(敬天中學校)는 대한민국 충청남도 공주시 계룡면 경천리에 있는 사립 중학교이다.

## 학교 연혁
- 1950년 4월 25일 : 경천고등공민학교 개설
- 1969년 6월 26일 : 학교법인 양지학원 설립인가(초대 이사장 양인직)
- 1969년 10월 14일 : 경천중학교 12학급 인가
- 1978년 11월 1일 : 전학년 21학급 증설 인가
- 2020년 2월 6일 : 학교법인 양복희 이사장 취임
- 2021년 9월 1일 : 제10대 김평수 교장 취임
- 2024년 3월 1일 : 전학년 3학급 인가(신입생 9명)

## 참고 자료
- 경천중학교 - 한국교육학술정보원 학교알리미